# Сторчак, Виталий Михайлович
Виталий Михайлович Сторчак (укр. Віталій Михайлович Сторчак; 15 июня 1931, Радивоновка — 12 марта 2024, Отрадовка) — председатель колхоза «Степной» Новотроицкого района Херсонской области, Украинская ССР. Герой Социалистического Труда (1971). Член ЦК КПУ.

## Биография
Родился 15 июня 1931 года в селе Радивоновка Великобагачагского района в крестьянской семье.
Окончил среднюю школу в родном селе и в 1955 году Херсонский сельскохозяйственный институт имени Цюрупы.
С 1955 года — главный агроном совхоза имени Тельмана Широколановского района Херсонской области и с октября этого же года — главный агроном Попелакской МТС Сивашского района Херсонской области. После реорганизации МТС в 1957 году назначен на должность начальника Сивашской районной сельскохозяйственной инспекции.
С 1960 по 1994 год — бессменный председатель колхоза «Степной» Новотроицкого района. Во время его руководства колхоз из отстающих предприятий вышел в передовые хозяйства Новотроицкого района. Колхоз был награждён Переходящим Красным Знаменем ЦК КПСС.
В 1971 году был удостоен звания Героя Социалистического Труда «за выдающиеся успехи, достигнутые в развитии сельскохозяйственного производства и выполнении пятилетнего плана продажи государству продуктов земледелия и животноводства». Избирался делегатом XXV, XXVI съездов КПУ и членом ЦК КПУ.
После выхода на пенсию в 1994 году жил в селе Отрадовка Новотроицкого района Херсонской области. Скончался 12 марта 2024 года в селе Отрадовка в возрасте 92 лет.

## Награды
- Герой Социалистического Труда — указом Президиума Верховного Совета СССР от 8 апреля 1971 года;
- орден Ленина;
- Орден Октябрьской Революции (1973);
- Орден Трудового Красного Знамени (1977);
- Орден «Знак Почёта» (1967);
- Почётный гражданин Новотроицкого района.